# Communio (rivista)
Communio. International Catholic Review è una rivista di teologia e cultura, fondata nel 1972 e pubblicata in diciassette edizioni.

## Storia editoriale
Fondata da Joseph Ratzinger, Hans Urs von Balthasar, Henri de Lubac, Walter Kasper, Louis Bouyer, Jean-Luc Marion  e altri teologi, è una delle più conosciute pubblicazioni cattoliche, di impianto maggiormente rispettoso della tradizione al confronto della rivista Concilium.
Le riviste sono edite in modo indipendente, ma pubblicano anche traduzioni degli articoli degli altri.
Alla redazione italiana partecipava il sacerdote appartenente all'ordine dei Carmelitani Scalzi Antonio Maria Sicari. Vi collaborava con scritti e saggi il teologo Nicola Bux, consultore della congregazione della Dottrina della Fede e delle Cause dei Santi, legato a Benedetto XVI/Joseph Ratzinger.
In Italia, la rivista trimestrale Communio era edita fin dall'inizio dall'Editoriale Jaca Book di Milano. La rivista aveva sede in via Frua 11, 20146 Milano. Il direttore era il carmelitano scalzo Aldino Cazzago.

## Edizioni attualmente pubblicate[4]
Communio: International Catholic Review è pubblicato in collaborazione con:
- Argentina: Revista católica internacional Communio
- Belgio-Paesi Bassi: Internationaal katholiek Tijdschrift Communio
- Brasile: Communio: Revista Internacional de Teologia, Ciência e Cultura
- Croazia: Međunarodni katolički časopis Communio
- Repubblica Ceca: Mezinárodní katolická revue Communio
- Francia: Revue catholique international Communio
- Germania: Internationale katholische Zeitschrift: Communio
- Ungheria: Communio. Nemzetközi katolikus folyóirat
- Polonia: Miedzynarodowy przeglad teologiczny Communio
- Portogallo: Revista internacional católica Communio
- Slovenia: Mednarodna katoliška revija Communio